# Timeless
Timeless és l'àlbum debut de Goldie, productor de drum and bass anglès. Publicat el 1995, és considerat com un dels discos més influents de la dècada del 1990.

## Cançons

### Àlbum en dos discos

#### Disc 1
1. "Timeless" - 21:01 
  - i. Inner City Life
  - ii. Pressure
  - iii. Jah
2. "Saint Angel" - 07:14
3. "State of Mind" - 07:05
4. "This Is a Bad" - 05:56
5. "Sea of Tears" - 12:03
6. "Jah The Seventh Seal" - 06:36

#### Disc 2
1. "A Sense of Rage (Sensual VIP Mix)" - 07:05
2. "Still Life" - 10:50
3. "Angel" - 04:56
4. "Adrift" - 08:29
5. "Kemistry" - 06:48
6. "You and Me" - 07:04
7. "Inner City Life (Baby Boy's Edit)" - 03:34 
  - Remescla de Photek, bonus track als EUA.
8. "Inner City Life (Rabbit's Short Attention Span Edit)" - 04:20 
  - Remescla de Rabbit in the Moon, bonus track als EUA.

### Àlbum en un sol disc
1. "Timeless" 
  - i. Inner City Life
  - ii. Pressure
  - iii. Jah
2. "Sant Angel"
3. "State of Mind"
4. "Sea of Tears"
5. "Angel"
6. "Sensual" - 08:13
7. "Kemistry"
8. "You and Me"

### Àlbum en doble LP
Cara A 
1. "Sant Angel"
2. "This is a bad"

Cara B 
1. "Kemistry (VIP Mix)"
2. "You & Me"

Cara C 
1. "Still Life"
2. "Still Life - VIP Mix (The Latino Dego in Me)"

Cara D 
1. "Jah the Seventh Seal"
2. "A Sense of Rage (Sensual VIP Mix)